# San Juan de Opoa
San Juan de Opoa est une municipalité du Honduras, située dans le département de Copán. La municipalité de San Juan de Opoa comprend 16 villages et 55 hameaux.

## Source de la traduction
- (en) Cet article est partiellement ou en totalité issu de l’article de Wikipédia en anglais intitulé « San Juan de Opoa » (voir la liste des auteurs).